# Gerald Hörster
Gerald Hörster (* 8. September 1957 in Wuppertal) ist ein deutscher Verwaltungsjurist. Er war von 2009 bis 2023 Präsident des Eisenbahn-Bundesamtes.

## Werdegang
Gerald Hörster wurde 1957 in Wuppertal geboren. Nach dem Abitur studierte er an der Ruhr-Universität Bochum Rechtswissenschaften. Nach dem zweiten juristischen Staatsexamen war er zunächst als Rechtsanwalt und bei der Deutschen Bundesbahn tätig.
Von der Bundesbahn wechselte Hörster 1987 ins Bundesministerium für Verkehr und war in den Bereichen Personal, Vergabeprüfung, Nahverkehr, Grundsatzangelegenheiten Eisenbahnen sowie Investitionsplanung und Finanzierung im Eisenbahnbereich tätig. Zuletzt war er dort Referatsleiter für die Investitionsfinanzierung im Bestandsnetz der bundeseigenen Schieneninfrastruktur, als er zum 26. Januar 2009 als Nachfolger von Armin Keppel zum Präsidenten des Eisenbahn-Bundesamtes berufen wurde.
Er wechselte Ende August 2023 in den altersbedingten Ruhestand. Sein Nachfolger wurde Stefan Dernbach.